# Komaki Keiko
Komaki Keiko (小牧恵子), japán dzsesszzongorista.

| Komaki Keiko                              | Komaki Keiko                              |
| Kattints az alábbi külső linkek egyikére! | Kattints az alábbi külső linkek egyikére! |
| ----------------------------------------- | ----------------------------------------- |
| Nem található szabad kép.(?)              |                                           |
| külső link · jogvédett                    | Komaki Keiko                              |

## Pályakép
Kagosimából származik. Ötéves korában kezdett zongorázni. A Kunitacsi Zeneművészeti Főiskolán szerezte diplomáját. Klasszikus tanulmányait követően hamarosan a dzsessz kezdte érdekelni, a funk, blues és a fúziós zene, az improvizáció. Néhány évvel később megismerkedett New Orleans zenéjével, és ebbe a városba költözött – családja tiltakozása ellenére. Első sikereit is itt érte el.

## Lemezek
- 2004: Info-Surf
- 2004: Loop Session – Loop Session 2nd EP
- 2006: The Nova Dream Sequence / DJ Mochizuki – Dream 6 / My Pleasure
- 2015: Benny Turner – When She's Gone
- 2015: Playing for Change Band – Live In Brazil

- 2018: Congo To The Mississippi
- 2018: Journey
- 2019: Yesterday’s Troubles